# Satakunta
Satakunta (em finlandês: Satakunta e em sueco: Satakunta) ou, em português, Satagúndia é uma região (em finlandês: maakunta e em sueco: landskap, lit. província) da Finlândia, localizada no sudoeste do país, na costa do mar Báltico. Sua capital é a cidade de Pori.

A atual província administrativa (maakunta/landskap) de Satakunta tem uma área total de 7 820 km² e uma população de 215 416 habitantes (2020).

As principais cidades são Pori (em sueco: Björneborg) e Rauma (em sueco: Raumo). A província é praticamente toda de expressão finlandesa, embora haja uma escola sueca em Björneborg.

A antiga província histórica de Satakunta corresponde desde 2010 às atuais províncias administrativas de Satakunta e Birkaland.

## Municípios
A atual (2022) província administrativa de Satakunta está dividida em 16 comunas:

- Pori
- Eura
- Euraåminne
- Harjavalta
- Jämijärvi
- Kankaanpää
- Karvia
- Kumo
- Nakkila
- Påmark
- Raumo
- Sastmola
- Siikais
- Säkylä
- Ulvila
- Huittinen

## Cidades
A atual (2022) província administrativa de Satakunta tem 7 cidades:

- Pori
- Harjavalta
- Kankaanpää
- Kumo
- Rauma
- Ulvila
- Huittinen

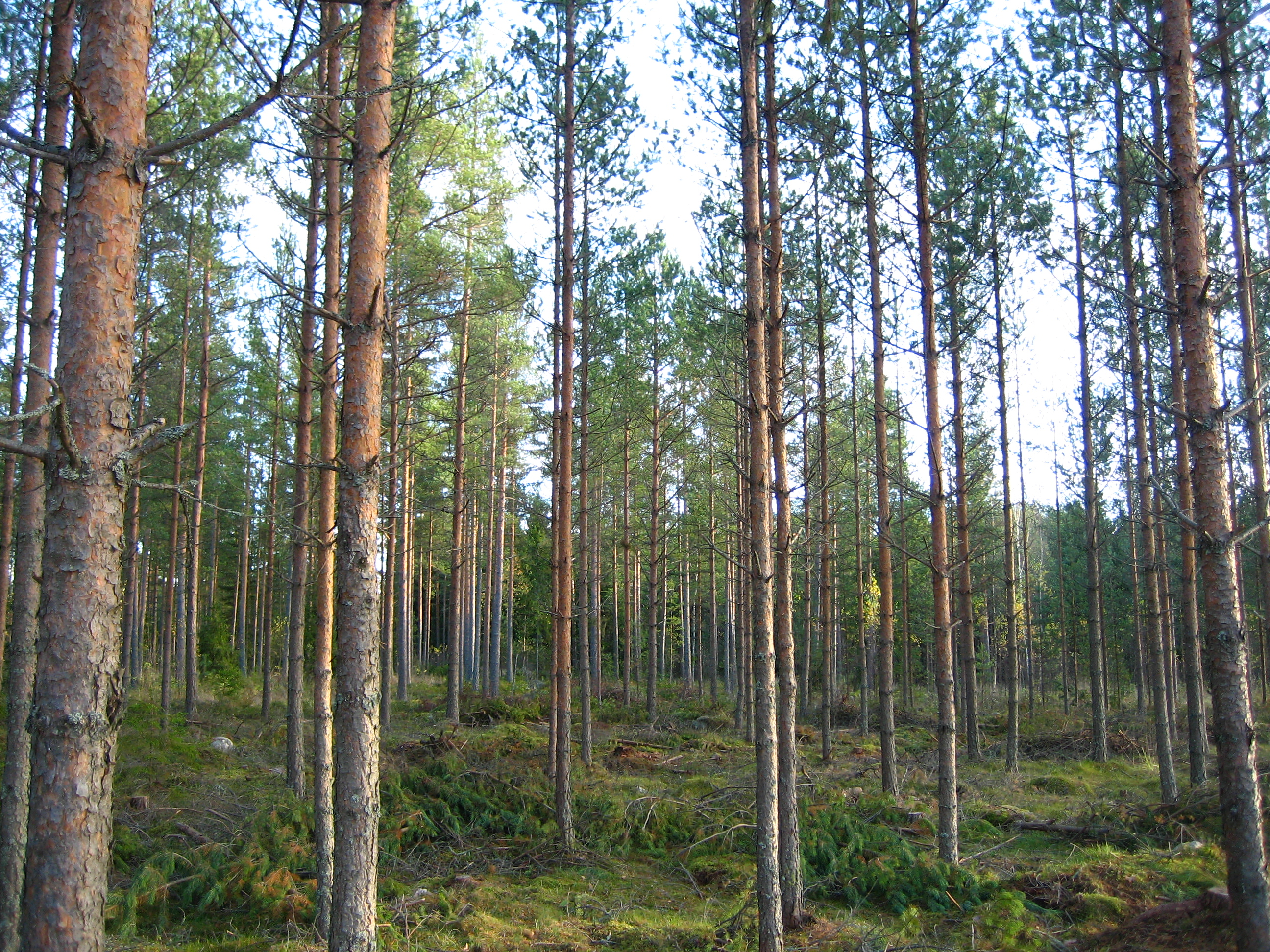
Floresta de pinheiros no norte da província
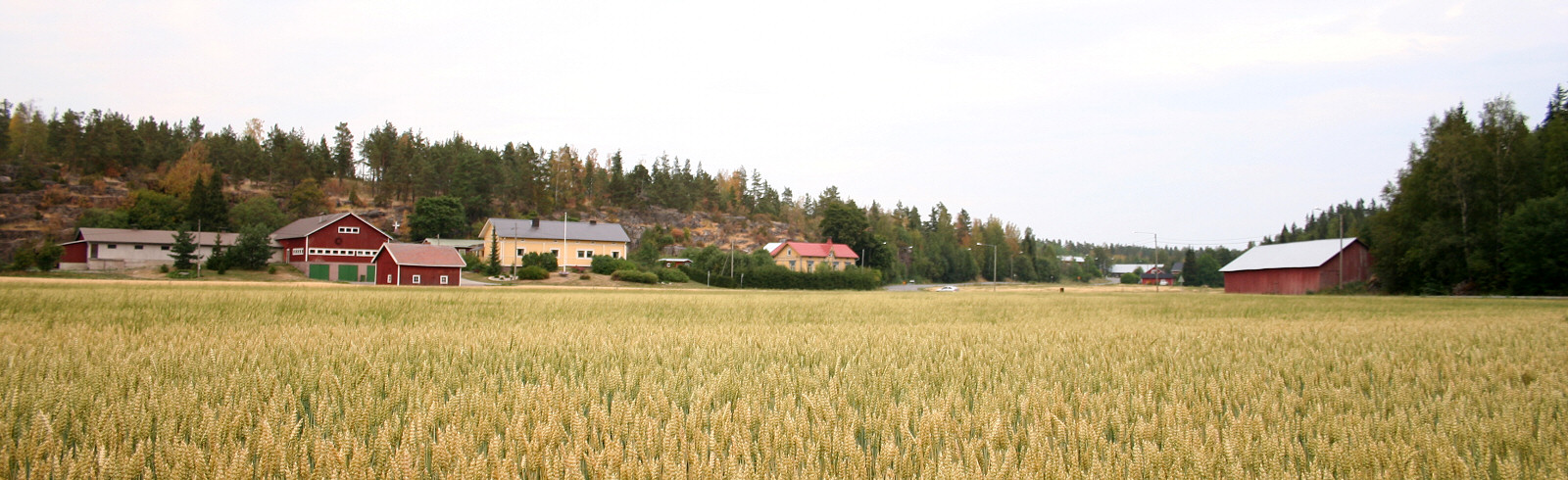
A pequena localidade de Sorkka numa planície agrícola costeira
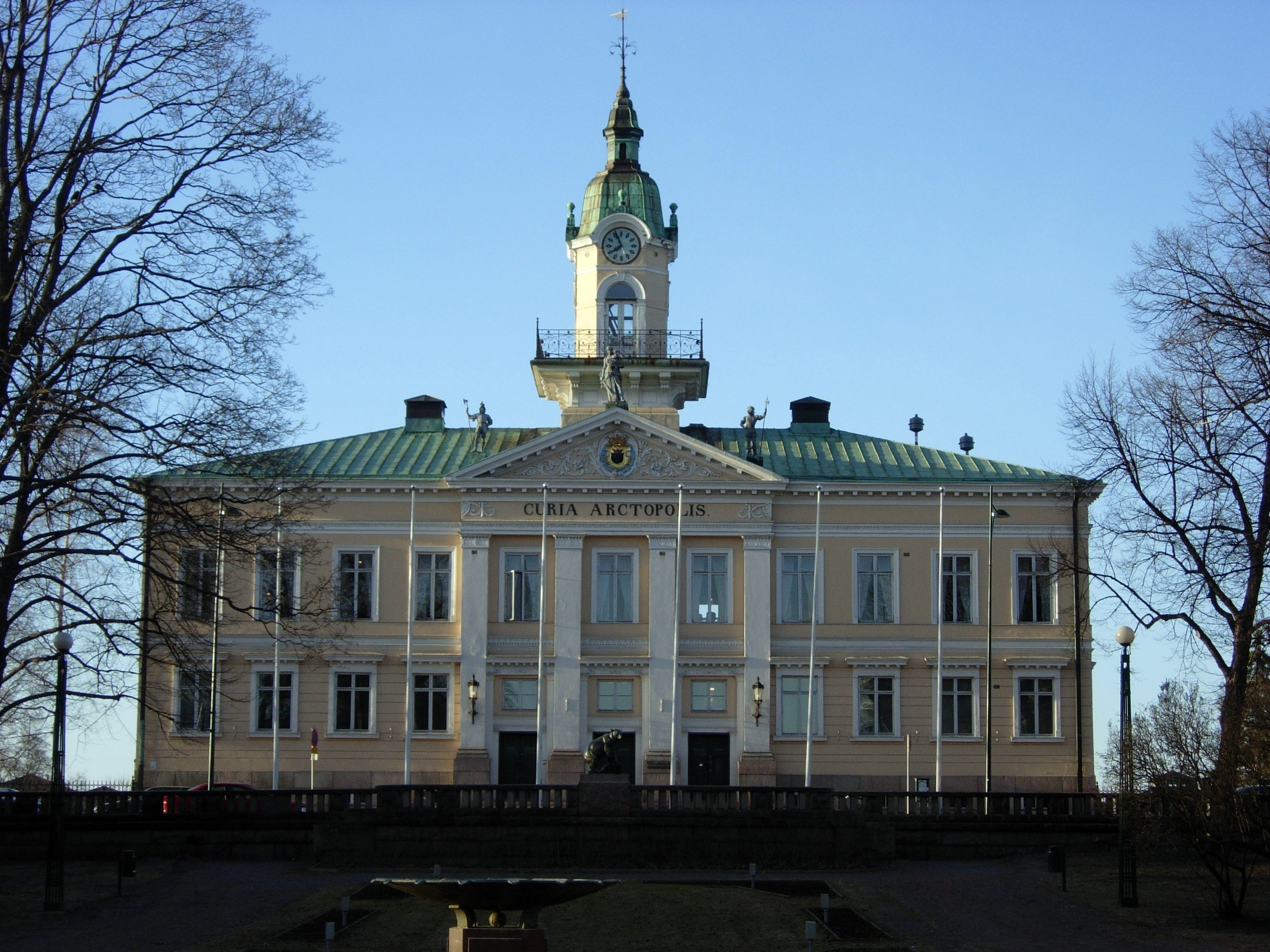
A câmara municipal/prefeitura de Pori
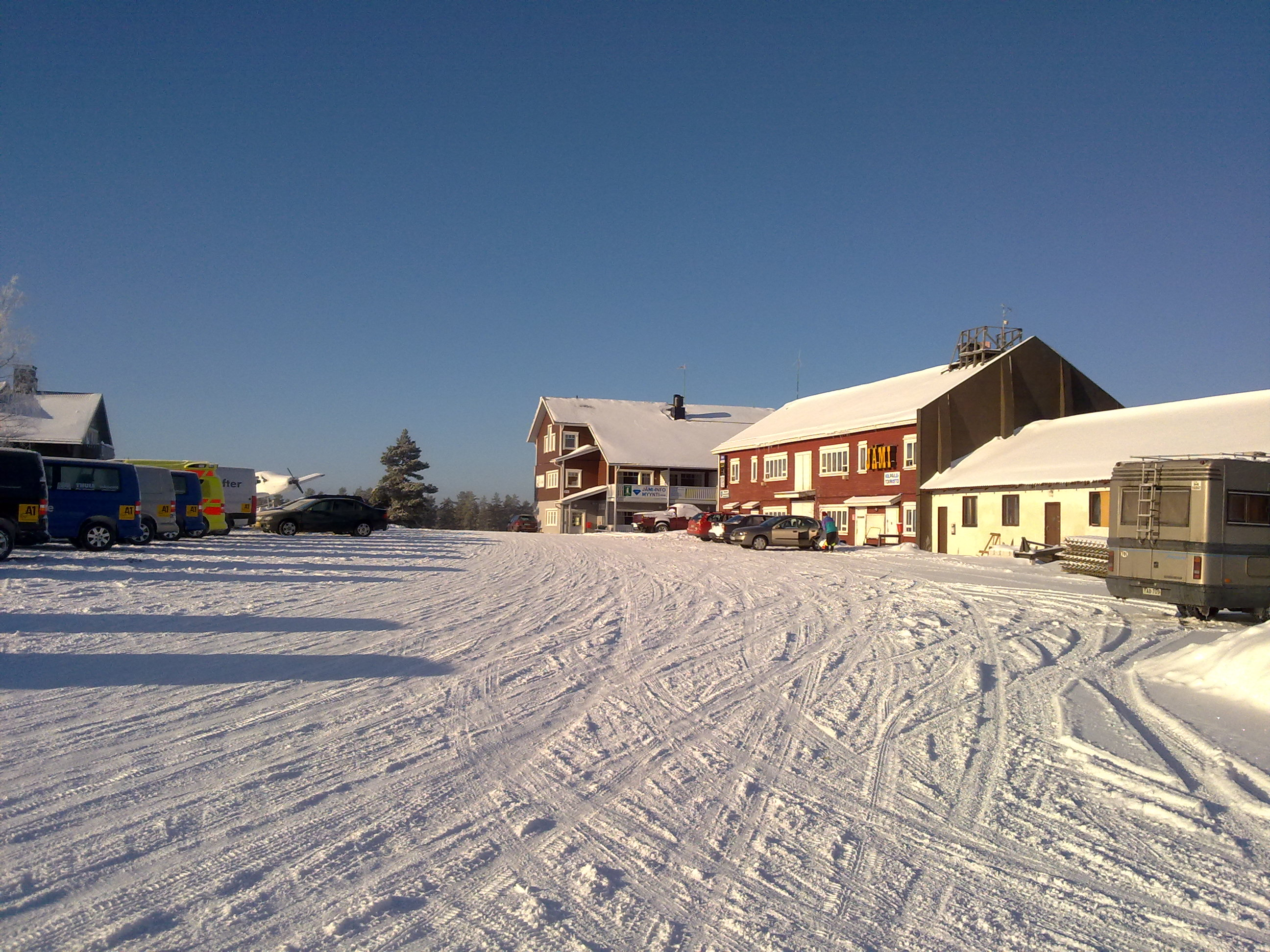
Edifícios do aeroporto de Jämijärvi no inverno